# Sparganium splendens
Sparganium splendens là một loài thực vật có hoa trong họ Typhaceae. Loài này được Meinsh. miêu tả khoa học đầu tiên năm 1895.